# Signe de contradiction

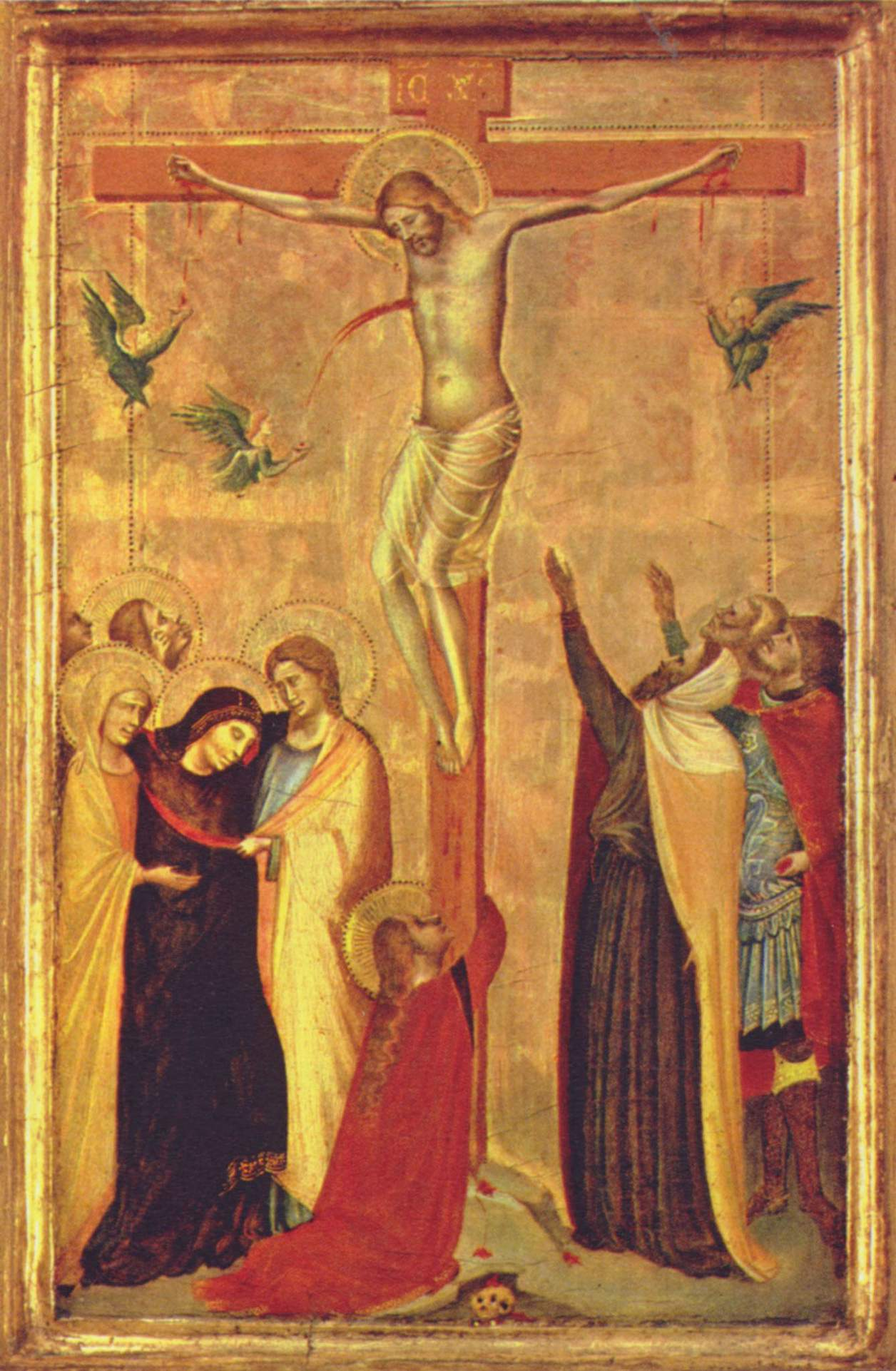
Crucifixion, Bernardo Daddi. Le Christ, qui a été calomnié, attaqué et tué est pour les catholiques un signe de contradiction.

Un signe de contradiction est un terme de théologie catholique qui se réfère à certaines personnes qui, du fait de leur sainteté, seraient sujettes à une opposition extrême. L'expression prend sa source dans deux passages du Nouveau Testament : « pour être un signe en butte à la contradiction » (Luc 2:34) et « nous savons qu’elle rencontre partout de l’opposition. » (Actes 28:22), parlant successivement de Jésus-Christ et des premiers chrétiens. Contradiction vient du latin contra, « contre », et dicere, « parler ».
Selon la tradition catholique, un signe de contradiction indique la présence du Christ. Dans son livre Le signe de contradiction, Jean-Paul II écrit qu'un « signe de contradiction » pourrait être « une définition distinctive du Christ et de son Église ».

## Jésus-Christ

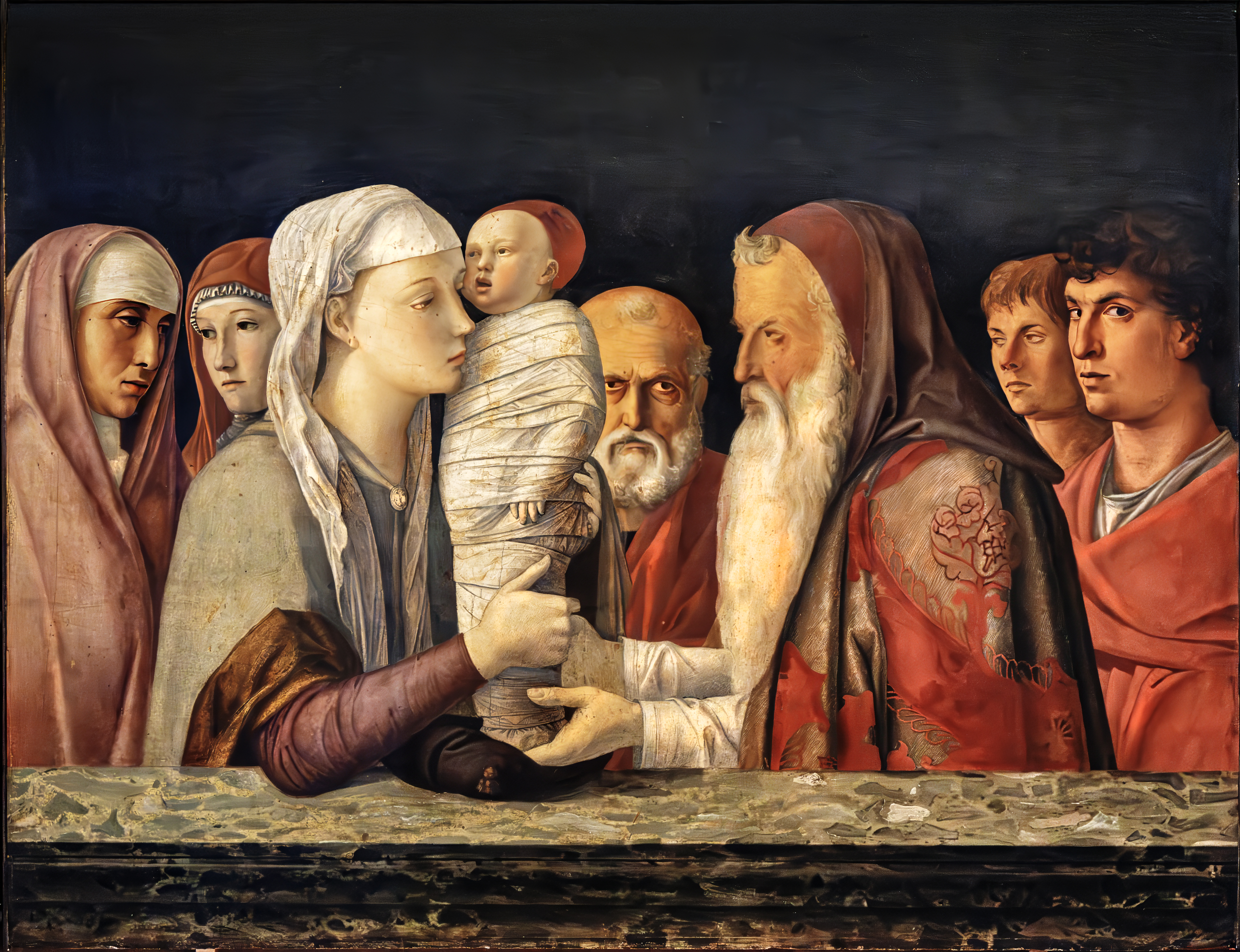
La présentation de Jésus au temple, Giovanni Bellini. “ Et Siméon les bénit, et il dit à Marie, sa mère : « Voici qu’il est placé pour la chute et le relèvement d’un grand nombre en Israël, et pour être un signe en butte à la contradiction, — vous-même, un glaive transpercera votre âme, — afin que soient révélées les pensées d’un grand nombre de cœurs. » ” (Luc 2:34)

Jésus de Nazareth, selon la théologie catholique, est lui-même un signe de contradiction.
Le verset 34 du chapitre 2 de l'évangile selon Luc se rapporte à Jésus, présenté au temple par ses parents. Siméon, parlant à Marie de son enfant, déclare : 
« Vois ! cet enfant doit amener la chute et le relèvement d'un grand nombre en Israël ; il doit être un signe en butte à la contradiction -. ».
Louis-Claude Fillion commente ainsi ce passage : 
« Cui contradicetur. Grec : ἀντιλεγόμενον.ʹ. Le participe présent exprime fort bien la continuité de l'opposition faite au Messie. La contradiction commença avec Hérode, quelques semaines après la naissance de Jésus (Matth. II, 13 et ss.); elle arriva à son apogée au Calvaire. Nous la voyons éclater tout du long de l'évangile. ».
De même, dans sa chaîne d'or sur l'évangile selon Luc, Thomas d'Aquin rapporte les propos de Grégoire de Nysse, Basile de Césarée et Origène : 
« S. Grég. de Nysse. Peut-être aussi est-ce Jésus-Christ lui-même qui est ce signe, lui qui est supérieur à toute la nature, et l’auteur de tous les signes miraculeux. — S. Bas. Ce signe nous offre, à nous chrétiens, ce double caractère de contradiction, lorsque les uns n’y voient qu’un objet de dérision et d’horreur ; de gloire, lorsqu’il est pour les autres un signe auguste et vénérable. En effet, un signe est comme un indice qui nous fait connaître une chose mystérieuse et cachée ; les plus simples voient le signe extérieur, mais il n’est compris que de ceux qui ont l’intelligence exercée. — Orig. (hom. 17.) Or, tout ce que l’histoire évangélique nous raconte de Jésus-Christ est contredit, non pas, sans doute, par nous qui croyons en lui, et qui savons que tout ce qui est écrit de lui est la vérité, mais par les incrédules, pour lesquels tout ce que l’Écriture nous rapporte du Sauveur est un signe et un objet de contradiction. »

## L'Église et les chrétiens
Les religieux et religieuses, par leur mode de vie particulier, deviennent selon le pape Benoît XVI, « "signe de contradiction" pour le monde, dont la logique est souvent inspirée par le matérialisme, l’égoïsme et l’individualisme ».

## Autres
- Pour Monseigneur Elio Sgreccia, vice-président de l'Académie pontificale pour la vie, l'embryon est également un signe de contradiction[4].